# Carolina Vera

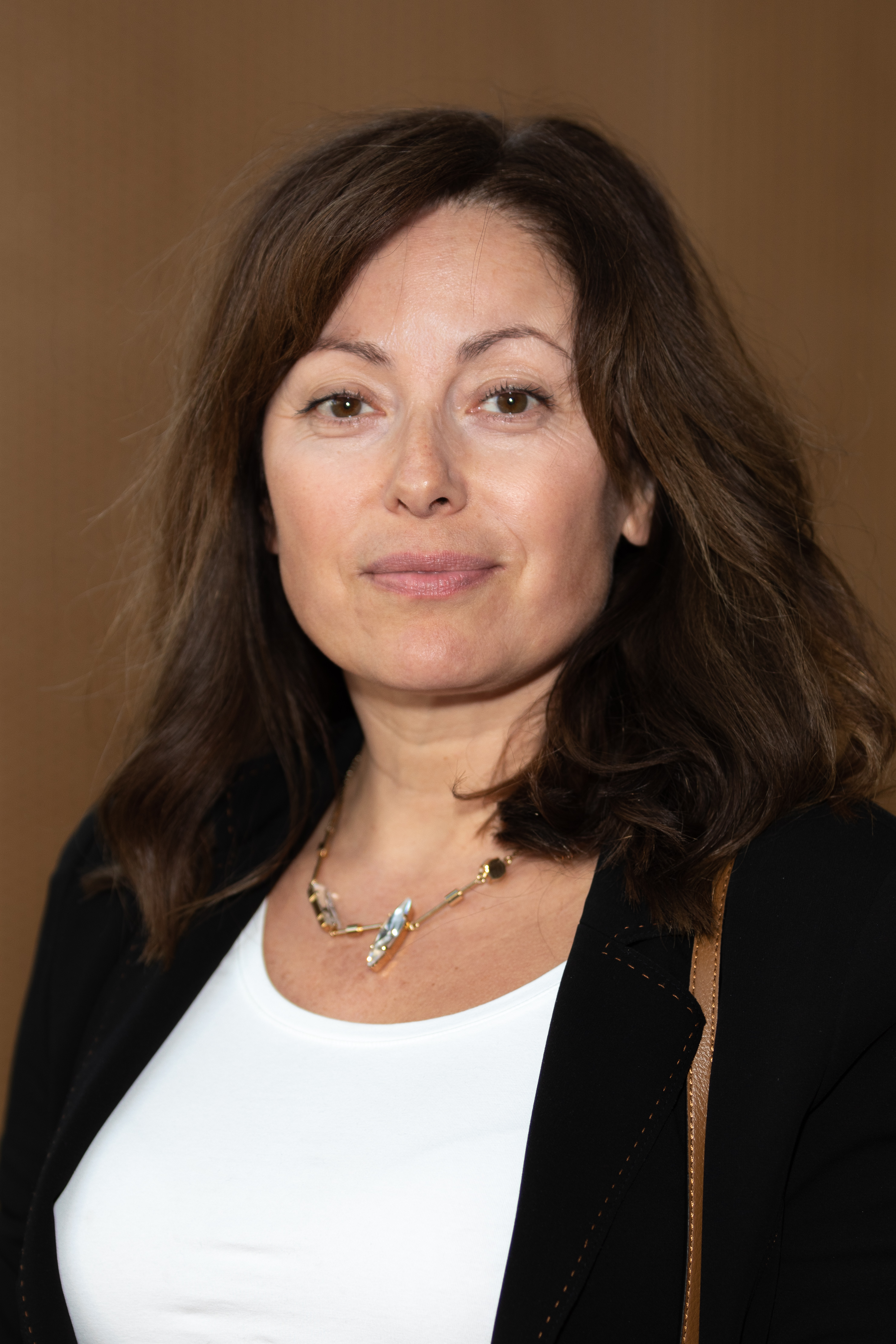
Carolina Vera, 2019

Carolina Vera Squella (* 4. Januar 1973 in Valparaíso, Chile) ist eine deutsche Schauspielerin und Synchronsprecherin chilenischer Herkunft.

## Leben
Im Alter von zehn Jahren wanderte sie mit ihrer Mutter nach Deutschland aus und erlernte die deutsche Sprache. Vor dem Abitur zog sie für ein Jahr zu ihrem Vater zurück nach Chile und erlangte dort die Hochschulreife. Zurück in Berlin begann sie an der Hochschule der Künste ein Studium im Fachbereich Gesellschafts- und Wirtschaftskommunikation.
Ihre erste kleine Rolle hatte sie in Ulli Baumanns Fernsehfilm Little White Lies. Während der Studienzeit übernahm sie eine durchgehende Rolle in der RTL-Serie OP ruft Dr. Bruckner (1996–1998). Im Dezember 1996 verlegte sie ihren Wohnsitz für vier Jahre nach Barcelona. Zwischen den darauf folgenden Dreharbeiten für die Fernsehserien Wolffs Revier (1998), Klinik unter Palmen (1999 und 2000) und dem Berliner Tatort besuchte sie im Sommer 1999 drei Monate lang die Central School of Speech and Drama in London. Von 2002 bis 2005 absolvierte sie ein  Szenenstudium an der Hochschule für Schauspielkunst Ernst Busch.
Es folgten diverse Rollen im deutschen Fernsehen, u. a. in Die Nesthocker (2001), Der Bestseller (2002), dem ARD-Zweiteiler Vera – Die Frau des Sizilianers (2003) unter der Regie von Joseph Vilsmaier und als engagierte, sinnliche Lehrerin Esther Schumann in der ProSieben-Serie 18 – Allein unter Mädchen (2003–2004). Außerdem wirkte sie als naive Powerfrau Doro Zöllner in der Sat.1-Comedyserie Bewegte Männer mit, die 2003 und 2004 als beste Sitcom für den Deutschen Fernsehpreis und 2003 für den Deutschen Comedypreis nominiert wurde, in der Romanverfilmung Commissario Laurenti – die Toten vom Karst (2005) unter der Regie von Sigi Rothemund und auch in dem ZDF-Zweiteiler Afrika – wohin mein Herz mich trägt (2006).
In den beiden Kinofilmen Blow und Head in the Clouds synchronisierte Vera die spanische Schauspielerin Penélope Cruz. Ihr Kinodebüt gab sie in dem Kurzfilm Der Pakt (1999 / Regie: Marc Malze). Es folgten mit Total B (1999 / Regie: Oliver Elias) und Who Is Who (2000 / Regie: Marc Malze) zwei weitere Kurzfilme. In Tom Tykwers Romanverfilmung Das Parfum aus dem Jahr 2006 war sie als neapolitanische „Traumfrau“ von Dustin Hoffman zu sehen.
Im Jahr 2008 spielte sie in der TV-Serie Die Anwälte neben Kai Wiesinger die türkische Anwältin Dilek; RTL setzte die Serie allerdings bereits nach der ersten ausgestrahlten Folge wegen der zu geringen Einschaltquote wieder ab. Im Oktober 2008 begann die ARD mit deren Neuausstrahlung. Von 2008 bis 2020 war Vera als Staatsanwältin Emilia Álvarez im Stuttgarter Tatort (Ermittler Lannert und Bootz) zu sehen.
Carolina Vera lebt in Berlin.

## Filmografie

### Schauspielerin

#### Filme
- 2001: Who is Who?; Kurzfilm
- 2002: 666 – Traue keinem, mit dem du schläfst!
- 2002: Der Bestseller – Mord auf italienisch
- 2005: Vera – Die Frau des Sizilianers
- 2006: Das Parfum – Die Geschichte eines Mörders
- 2006: Afrika – Wohin mein Herz mich trägt; Fernsehfilm
- 2007: Video Kings
- 2008: Ein Ferienhaus in Marrakesch; Fernsehfilm
- 2009: Schutzlos; Fernsehfilm
- 2011: Mein Bruder, sein Erbe und ich
- 2011: Glück auf Brasilianisch; Fernsehfilm
- 2012: Katie Fforde: Sommer der Wahrheit; Fernsehfilm
- 2012: Konrad Adenauer – Stunden der Entscheidung; Fernsehfilm
- 2012: Das Leben ist nichts für Feiglinge
- 2013: Familie Sonntag auf Abwegen; Fernsehfilm
- 2014: Rosamunde Pilcher: Mein unbekanntes Herz; Fernsehfilm
- 2015: Unterm Radar; Fernsehfilm
- 2016: Marie räumt auf; Fernsehfilm
- 2019: My Zoe
- 2023: Das Traumschiff – Bahamas; Fernsehfilm

#### Serien
- 1993: Gute Zeiten, schlechte Zeiten (Folgen 318–384)
- 1995: Für alle Fälle Stefanie (15 Folgen)
- 1998: Wolffs Revier – Flucht ins Verderben
- 2000: Tatort: Blüten aus Werder
- 2000–2001: Klinik unter Palmen (6 Folgen)
- 2002: Herzschlag – Das Ärzteteam Nord – Besuch aus Kuba
- 2003: Die Rettungsflieger – Pilotenhochzeit
- 2003–2005: Bewegte Männer (11 Folgen)
- 2004: 18 – Allein unter Mädchen (20 Folgen)
- 2005: SOKO Köln – Blondes Gift
- 2005: Das Traumhotel – Überraschung in Mexiko
- 2006: Die Sitte – Machtspiele
- 2006: Commissario Laurenti – Die Toten vom Karst
- 2008–2020: Tatort (SWR) (Fernsehreihe, 24 Folgen)
- 2008: Die Anwälte (8 Folgen)
- 2008: Alarm für Cobra 11 – Die Autobahnpolizei: Leibwächter
- 2009: Commissario Laurenti – Totentanz
- 2012: Der letzte Bulle – Nymphen und Don Juans
- 2012: Mordkommission Istanbul – Transit
- 2012: Notruf Hafenkante – Lügen und Geheimnisse
- 2014: Der Staatsanwalt – Tanz in den Tod
- 2015: Ein starkes Team – Stirb einsam!
- 2016: Letzte Spur Berlin – Liebeskind
- 2016: Die Chefin – Zeugenschutz
- 2016: Siebenstein – Schnuppertag bei Siebenstein
- 2017: Nord Nord Mord – Clüver und die wilde Nacht
- 2017: Wilsberg – Alle Jahre wieder
- 2019: Einstein – Oxidation
- 2020: Die verlorene Tochter (3 Folgen)
- 2020: Bibi & Tina – Die Serie (2 Folgen)
- 2020: Die Bergretter – Im Gipfelbuch
- 2021: WaPo Bodensee – Geld oder Tod
- 2022: SOKO Leipzig – Jesus lebt
- 2023: R.I.P. Henry – Your Body Loves You
- 2023: Der Alte – Rückkehr ohne Wiedersehen

### Synchronsprecherin
Sofía Vergara
- 2009–2020: Modern Family als Gloria Pritchett
- 2011: Happy New Year als Ava
- 2015: Miss Bodyguard – In High Heels auf der Flucht als Daniella Riva

Penélope Cruz
- 2004: Die Spiele der Frauen als Mia
- 2017: Mord im Orient Express als Pilar Estravados

Salma Hayek
- 2011: Der gestiefelte Kater als Kitty Samtpfote
- 2022: Der gestiefelte Kater: Der letzte Wunsch als Kitty Samtpfote

Paz Vega
- 2017: Pfad der Rache als Alma
- 2019: Rambo: Last Blood als Carmen Delgado

#### Filme
- 2000: Für Wendy Benson-Landes in Jagd auf Marlowe als Heather
- 2018: Für Lady Gaga in A Star Is Born als Ally
- 2018: Für Lauren Vélez in Spider-Man: A New Universe als Rio Morales
- 2020: Für Kate del Castillo in Bad Boys for Life als Isabel
- 2021: Für Ana de la Reguera in The Forever Purge als Adela
- 2023: Für Adriana Paz in Chupa als Julia
- 2023: Für Lauren Vélez in Spider-Man: Across the Spider-Verse als Rio Morales

#### Serien
- 2008–2009: Für Dania Ramírez in Heroes als Maya Herrera
- 2016: Für Denée Benton in UnREAL als Ruby Carter
- 2017–2021: Für Alice Braga in Queen of the South als Teresa Mendoza
- 2018–2024: Für Danielle Savre in Seattle Firefighters – Die jungen Helden (Station 19) als Maya Bishop
- 2018: Für Dania Ramírez in Tell Me a Story als Hannah Perez
- 2021: Für Presciliana Esparolini in Navy CIS: L.A. als Rosa Martinez
- 2023: Für Dawn Olivieri in Navy CIS: Hawaiʻi als Melina Delvin
- 2023, 2024: Für Adriana DeGirolami in Navy CIS als Reyna Vargas und für Vanessa Martinez als Marta De Leon